# TharnType 2: 7 Years of Love
TharnType 2: 7 Years of Love là bộ phim truyền hình BL Thái Lan phát sóng năm 2020 với sự tham gia của Suppasit Jongcheveevat (Mew) và Kanawut Traipipattanapong (Gulf). Phim là phần sau của TharnType: The Series.

## Nội dung
Mốc thời gian chính xác diễn ra vào 7 năm sau sự kiện ở phần 1. Rời xa mái trường đại học, giờ đây Tharn và Type đã chính thức bước vào cuộc sống trưởng thành thật sự, đối mặt với những thăng trầm đời thường ngoài xã hội. Phần 2 sẽ tập trung vào cuộc sống gia đình, những vui buồn trong chuyện tình cảm của cả hai khi Tharn muốn kết hôn nhưng Type lại không muốn, và những rắc rối từ gia đình, bạn bè và những người liên quan khác.

## Diễn viên

### Diễn viên chính
- Suppasit Jongcheveevat (Mew) vai Tharn Thara Kirigun
- Kanawut Traipipattanapong (Gulf) vai Type Thiwat Phawattakun

### Diễn viên phụ
- Chalongrat Novsamrong (First) vai Fiat
- Phachara Suansri (Ja) vai Leo
- Napat Sinnakuan (Boat) vai Champ
- Phat Prayunviwat (Jame) vai Doctor Khunpol
- Tanatorn Saenangkanikorn (Title) vai Phugun
- Sarunsathorn Tanawatcharawat (Haii) vai Cirrus
- Becky Armstrong vai Thanya
- Thanayut Thakoonauttaya (Tong) vai Thorn
- Suttinut Uengtrakul (Mild) vai Techno
- Petchpailin Chitcharoon (Name) vai Amy

## Sản xuất

### Thông báo
Đầu tháng 2 năm 2020, phần 2 của TharnType: The Series sẽ được thực hiện.

### Casting và họp báo
Hai diễn viên chính Suppasit và Kanawut được xác nhận tiếp tục đóng phần 2, và có buổi casting diễn ra vào ngày 22 tháng 2 năm 2020. Buổi họp báo diễn ra ngày 3 tháng 5 năm 2020
Ngày 12 tháng 6, dàn diễn viên mới được công bố qua Twitter và YouTube.

### Quay hình
Passawut Sukbua là đạo diễn phần 2 thay cho Bundit Sintanaparadee ở phần 1. Phim khai máy vào ngày 2 tháng 7 năm 2020.